# The Hacker’s Handbook
Справочник хакера (The Hacker’s Handbook) — научно-популярная книга Хьюго Корнуолла (псевдоним Питера Соммера — профессора цифровой криминалистики в Бирмингемском городском университете), объяснявшая, как могут быть взломаны телефонные и компьютерные системы. В период с 1985 по 1989 год вышла четырьмя изданиями, каждое из которых многократно переиздавалось. Одной из особенностей книги стало приведение распечаток реальных попыток взлома (конфиденциальные детали, например, пароли, были закрашены чёрным цветом).
В 1990 году парламент Великобритании принял Закон о неправомерном использовании компьютеров, и переиздания книги прекратились, поскольку могли быть истолкованы как подстрекательство к совершению преступления, предусмотренного законом.